# 内贸货物跨境运输
内贸货物跨境运输，俗称“内贸外运”，指中华人民共和国的国内贸易货物由中国关境内的一个口岸启运，通过境外运至中国关境内另一个口岸的业务。该业务缘起于黑龙江省政府请求将其内贸货物经俄罗斯远东港口转运中国东南沿海，从2007年3月1日起试点。原则上，海关对内贸货物不征收进、出口关税及其他税费。

## 历史

### 缘起
2006年7月26日，黑龙江省人民政府请示国务院办公厅，表示希望开通该省内贸集装箱和散货由绥芬河市过境俄罗斯，经俄国的符拉迪沃斯托克港（海参崴港）、东方港、纳霍德卡港等港口，运往上海、宁波、广州等东南沿海地区港口的运输方案，请国务院给予支持，并协调海关总署、交通部和国家质检总局等有关部门，研究制定相关监管措施。国务院办公厅随后请海关总署与其他有关部门商议办理。2006年8月中旬，国务院总理温家宝率团赴黑龙江省考察时，黑龙江省政府又将该运输方案列入请求国家解决的有关事项中。国务院办公厅又将该事项转交海关总署牵头办理。
2006年9月8日，海关总署副署长龚正召开专题会议，会议决定海关部门将对黑龙江省提出的内贸货物跨境运输一事给予积极支持。因内贸货物运输不属于海关传统监管职责范围，但内贸货物跨境运输的话将涉及进出境问题，海关总署决定先在限定范围内试点，视试点情况总结完善后适时推广。2006年9月下旬，海关总署邀请交通部、铁道部、质检总局、外汇管理局等相关部委召开专门会议，通报有关背景情况及海关总署办公会议决定。各部委研究讨论后，同意海关总署的意见，并支持先期试点的实施方案，并决定将在各自职能范围内对外发布公告。

### 黑龙江试点
2007年2月14日，海关总署发布《海关总署关于开展内贸货物跨境运输试点工作的公告》（2007年第5号），决定从2007年3月1日起开展内贸货物跨境运输业务试点。《中华人民共和国海关内贸货物跨境运输监管操作规程（试行）》则于2007年2月15日印发有关海关执行。
2007年2月28日，国家质量监督检验检疫总局发布《关于黑龙江省试点内贸货物经俄罗斯过境运至我东南沿海检验检疫相关事宜的公告》（2007年第40号），规定自2007年3月1日起支持办理黑龙江省内贸货物跨境运输相关业务。黑龙江省煤炭、石化产品出境时，出入境检验检疫机构仅对货物及其运输工具实施检疫，出具相关检疫证书；上述货物及其运输工具进境时，出入境检验检疫机构凭货物出境检疫证书接受报检，不对货物实施检验检疫，只对运输工具依法实施检疫。其他内贸货物出入境时，出入境检验检疫机构按照现行法律法规实施检验检疫和监管。
2007年3月14日，交通部发布《关于开展黑龙江省内贸货物经俄罗斯港口运至我国东南沿海港口试点工作的公告》（2007年第11号），自2007年3月15日起施行。根据该公告，内贸货物跨境运输的有关规费和港口作业费等费用按内贸船舶和内贸货物的有关规定执行。
试点阶段开始时，内贸货物跨境运输仅限于黑龙江省的内贸货物经俄罗斯口岸过境运至中国东南沿海港口，且仅允许黑龙江省部分符合要求的企业在哈尔滨海关办理备案手续后开展。可以运输的内贸货物则规定除国家禁止进出境货物及许可证管理货物外的货物均可；运输方式限定为集装箱装载，由海关在绥芬河口岸施加关锁，经铁路直接运送至俄罗斯口岸，在使用中国籍船舶整箱承运至东南沿海港口。内贸货物与承运跨境运输货物的运输工具须接受海关监管，运输工具进出境时须在海关监管区内装卸作业。在试点阶段，暂不考虑东南沿海货物经相同渠道进入黑龙江。
2007年4月16日，国家外汇管理局发布《国家外汇管理局关于内贸货物跨境运输有关外汇管理问题的通知》（汇发〔2007〕21号），规定内贸货物跨境运输的贸易企业之间应当以人民币计价结算；外汇局无需办理出口收汇核销手续；货主与承运人之间的运费、保费等相关费用也应当以人民币计价结算，而承运人在境外发生的港口、燃料等运输相关费用，由承运人按规定办理对外支付。

### 吉林试点
2010年8月4日，海关总署发布公告（2010年第49号），批准吉林省开展内贸货物跨境运输试点，允许吉林省内贸货物从珲春圈河口岸出境，经朝鲜限元汀里—罗津港换装作业，从上海、宁波口岸复运进境；境外换装作业仅限在朝鲜罗津港中国承运企业租用并经营的专用码头进行；试点阶段仅允许吉林省已在海关注册登记的企业到长春海关办理内贸货物跨境运输备案手续后开展内贸货物跨境运输业务；涉及出口许可证件管理的非集装箱商品仅限于煤炭，使用集装箱装载的跨境运输内贸货物（不包括出口许可证管理商品）由海关在珲春口岸施加封志经公路直接运至朝鲜元汀里-罗津港，使用整箱承运至中国东南沿海港口；限使用中国籍船舶自朝鲜限元汀里-罗津港直航至上海、宁波港。跨境运输的内贸货物应自运输工具离开中国关境内一口岸出境起3个月内运抵中国关境内另一口岸，逾期未运抵的，除不可抗力的外，视同出口货物处理，由纳税义务人向海关办理相关的申报纳税手续；海关将取消该经营企业继续从事内贸货物跨境运输资格，并根据情况进行调查处理。
2010年8月17日，交通运输部发布《关于开展吉林省内贸货物经朝鲜港口运至我国东南沿海港口试点工作的公告》（2010年第36号）。2010年10月28日，国家质量监督检验检疫总局发布《关于吉林省试点内贸货物经朝鲜过境运至我国东南沿海检验检疫相关事宜的公告》（2010年第118号），对吉林省煤炭的内贸货物跨境运输做出规定，其他内贸货物出入境时则由出入境检验检疫机构按照现行法律法规和有关规定实施检验检疫和监管。

### 调整
2011年4月11日，海关总署发布公告（2011年第21号），扩大在黑龙江省开展的内贸货物跨境运输试点范围，允许将粮食、石化等涉及出口许可证管制类商品的货物纳入有关内贸货物的范围；在原有绥芬河口岸铁路运输方式出境的基础上增加公路运输方式，同时增加东宁口岸（公路运输）作为试点口岸。
2013年3月，中俄两国元首共同签署《中华人民共和国和俄罗斯联邦关于合作共赢、深化全面战略协作伙伴关系的联合声明》。为落实该联合声明，交通运输部于2013年10月17日发布《关于调整完善黑龙江省内贸货物经俄罗斯港口运至我国东南沿海港口试点工作相关政策的公告》（2013年第65号），将承运船舶从原本的仅限中国籍船舶，改为优先使用中国籍国际海运船舶承运，无中国籍船舶满足运输需求时，向交通运输部备案后，允许使用外国籍船舶承运；外籍船舶承运过境内贸货物时的有关规费和港口作业费按外贸船舶的有关规定执行。海关总署随后在2013年11月11日发布相应的调整公告（海关总署公告〔2013〕61号）。
2014年5月30日，海关总署发布《关于拓展内贸货物跨境运输试点业务范围的公告》（2014年第42号），允许将粮食、木材、铜等三种涉证商品纳入吉林省内贸货物跨境运输范围，粮食、铜以集装箱运输，木材以散装形式运输；增加黄埔、泉州、汕头和洋浦口岸为吉林省内贸货物跨境运输进境口岸；允许从事黑龙江省、吉林省内贸货物跨境运输企业使用返程集装箱，运输除涉及出口许可证件管制类商品和涉及征收出口关税商品外的货物；返程货物集装箱由海关在内贸货物跨境运输进境口岸施加关锁，并经内贸货物跨境运输路线运返内贸货物跨境运输出境口岸。质检总局于2014年11月27日发布相应的调整公告。
2015年5月27日，海关总署发布公告（2015年第22号），再次扩大黑龙江省内贸货物跨境运输试点业务范围，允许将木材类产品纳入黑龙江省内贸货物跨境运输范围；增加泉州、汕头、洋浦、天津、大连等5个港口为黑龙江省内贸货物跨境运输进境口岸。2016年12月14日，海关总署发布公告（2016年第81号），又一次扩大黑龙江省内贸货物跨境运输试点业务范围，增加南沙港、盐田港、蛇口港、福州港、湛江港、厦门港、太仓港为黑龙江省内贸货物跨境运输进境口岸，增加俄罗斯斯拉夫扬卡港为中转口岸。
2018年7月，海关总署同意增加俄罗斯马哈林诺国际铁路口岸为吉林省内贸货物跨境运输出境口岸，增加俄罗斯扎鲁比诺港为吉林省内贸货物跨境运输中转港口。2020年1月21日，海关总署发布公告（2020年第14号），拓展吉林省内贸货物跨境运输业务范围，增加珲春—俄罗斯克拉斯基诺公路口岸为吉林省内贸货物跨境运输出境口岸，增加俄罗斯斯拉夫扬卡港为吉林省内贸货物跨境运输中转口岸，增加青岛港为吉林省内贸货物跨境运输入境口岸，增加磨料砂产品以散装方式运输。
2022年9月，吉林珲春市航务局申请增加符拉迪沃斯托克港（海参崴港）为内贸货物跨境运输中转口岸，增加浙江两港为内贸货物跨境运输入境口岸。2023年5月，获得海关总署批准并发布公告。公告发布后，有自媒体账号以“163年后，中国重获海参崴出海口”为标题进行报道，在中文互联网获得广泛关注。

## 记录与统计
2011年，宁波舟山港与珲春市合作启动“珲春—罗津—宁波”航线，最初为散杂货“内贸外运”业务，2017年拓展至集装箱业务。2017年，一批重量为2862吨胶质玉米从吉林省珲春口岸出境，经朝鲜罗津港装船，由“顺兴”轮运输至浙江宁波。2017年5月25日，“顺兴”轮在宁波镇海港区停靠，标志着珲春跨境至宁波集装箱班轮成功首航，也是“珲春—罗津—宁波”内贸货物跨境运输航线时隔六年后的再一次启动。
2015年，上海海关隶属吴淞海关为从珲春口岸出发，经朝鲜罗津港装船后，海运至上海的504立方米樟子松板材办理通关，为上海首票内贸跨境运输货物。
2018年7月，一批从黑龙江绥芬河出发的内贸跨境运输货物经香港转船后运抵广州黄埔老港大码头，并在黄埔海关隶属老港海关的监管下卸货，标志着黑龙江绥芬河至黄埔老港的内贸货物跨境运输线路正式开通。
2018年9月14日，“珲春—扎鲁比诺—宁波”内贸货物跨境运输航线正式开通，该线路黑龙江、吉林两省货物通过大连、营口港南运的既有的路线近300公里到800公里，运输时间节省2到4天。2019年6月20日，珲春“海丝路1号”货轮运载着2697.21吨、总价值1.35亿元的铜板沿该航线抵达宁波舟山港镇海港区。至此，据宁波海关统计，该航线已累计运输1.02万吨、价值2.8亿元大宗物资。2019年12月7日，“海丝路1号”轮在宁波舟山港镇海港区2号泊位完成从珲春出境，经扎鲁比诺港装船运输来的220标准箱货物的吊装上岸，并同步完成220标准箱进口铜精粉吊装上船，首次实现“珲春—扎鲁比诺—宁波”内贸集装箱跨境运输航线“双向重箱运输”。2020年4月9日，“海丝路1号”货船装载着220个集装箱玉米从俄罗斯扎鲁比诺港起航前往浙江宁波镇海港，为该航线的年内首航。此前，该航线已运行5个航次，累计运输货物1382个标准集装箱，货值达5亿元人民币。2020年4月14日，“海丝路1号”轮抵达宁波舟山港，玉米卸货完毕后装载180标准箱铜精矿返航。至此，该航线共运行6个航次，累计运输货物1822个标准集装箱，货值达5.5亿元人民币。
2020年5月2日，55个集装箱、1403吨玉米陆续从珲春铁路口岸运输出境，至俄罗斯扎鲁比诺港开始集港装船，由“海丝路1号”轮运输至山东青岛港。2020年5月15日，“海丝路1号”轮顺利靠泊青岛港前湾港区并卸载货物。“海丝路1号”靠泊卸载，标志着中国北方地区首条内贸货物跨境运输航线开通。5月15日，“海丝路1号”装载220个集装箱铜精矿后启程返航，标志着“青岛港—扎鲁比诺港—珲春”航线的开通。

## 口岸增减
| 省份     | 海关总署公告 | 新增日期       | 新增出境口岸                  | 新增境外中转港口                           | 新增进境口岸                                           | 备注                |
| -------- | ------------ | -------------- | ----------------------------- | ------------------------------------------ | ------------------------------------------------------ | ------------------- |
| 黑龙江省 | 2007年第5号  | 2007年3月1日   | 绥芬河铁路口岸                | 俄羅斯符拉迪沃斯托克港、东方港、纳霍德卡港 | 上海港、宁波港、黄埔港                                 | [ 2 ]               |
| 黑龙江省 | 2011年第21号 | 2011年4月11日  | 绥芬河公路口岸、东宁口岸      | 不適用                                     | 不適用                                                 | [ 12 ]              |
| 黑龙江省 | 2015年第22号 | 2015年5月27日  | 不適用                        | 不適用                                     | 泉州港、汕头港、洋浦港、天津港、大连港                 | [ 18 ] [ 39 ]       |
| 黑龙江省 | 2016年第81号 | 2016年12月14日 | 不適用                        | 俄羅斯斯拉夫扬卡港                         | 南沙港、盐田港、蛇口港、福州港、湛江港、厦门港、太仓港 | [ 19 ] [ 1 ] [ 39 ] |
| 吉林省   | 2010年第49号 | 2010年8月4日   | 珲春圈河口岸                  | 罗津港                                     | 宁波港、上海港                                         | [ 8 ]               |
| 吉林省   | 2014年第42号 | 2014年5月30日  | 不適用                        | 不適用                                     | 黄埔、泉州、汕头和洋浦口岸                             | [ 16 ]              |
| 吉林省   |              | 2018年7月      | 珲春—俄罗斯马哈林诺铁路口岸   | 俄羅斯扎鲁比诺港                           | 不適用                                                 | [ 40 ]              |
| 吉林省   | 2020年第14号 | 2020年2月1日   | 珲春—俄罗斯克拉斯基诺公路口岸 | 俄羅斯斯拉夫扬卡港                         | 山东省青岛港                                           | [ 21 ]              |
| 吉林省   | 2023年第44号 | 2023年6月1日   | 不適用                        | 俄羅斯符拉迪沃斯托克港                     | 浙江省舟山甬舟集装箱码头和嘉兴乍浦港                   | [ 23 ]              |